# Squawkeag
Squakheag (Squawkeag, Squaeg) / "a spearing place for salmon"/.- pleme američkih Indijanaca porodice Algonquian s obje obale rijeke Connecticut blizu Northfielda u sjeverozapadnom Massachusettsu. Ovo pleme doznačavalo se u raznim vremenima konfederacijama Pocomtuc, Nipmuc i Sokoki. Njhihovo glavno naselje Squakheag nalazilo se na mjestu današnjeg Northfielda, a 1671. prodali su ga za potrebe izgradnje spomenutog naselja, a bit će 3 puta utemeljivano i dvaput raseljeno i uništavano u indijanskim ratovima. 
Prema profesoru Gordon M. Dayu, na odjelu Antropologije s Dartmouth Collega, Squakheag pleme imalo je svoja lovišta na području današnjeg Lebanona u New Hampshireu. U spomen na njihovog poglavicu Mascommah prozvana su (u obliku Mascoma) dvije rijeke, jezero, jedno selo i nekoliko institucija. Mascomah, a vjerojatno i njegovi suplemenici završili su svoje dane u mješovitom izbjegličkom selu Schaghticoke na rijeci Hudson, iz kojeg će nastati pleme danas poznato kao Schaghticoke.